# Jan Kancewicz
Jan Kancewicz, pierwotnie Horwitz (ur. 9 kwietnia 1916 w Zurychu, zm. 12 marca 2020) – polski historyk ruchu robotniczego, docent.

## Życiorys
Syn Kamilli Kancewicz z domu Horwitz. W 1930 przedostał się wraz z matką do ZSRR. W latach 1934–1937 studiował historię na Uniwersytecie Moskiewskim. W 1938 aresztowany i skazany na 5 lat łagru. Do Polski powrócił w 1945.
Absolwent historii na Uniwersytecie Warszawskim (1949). Kandydatura nauk (doktorat) w Instytucie Nauk Społecznych przy KC PZPR w 1957 pod kierunkiem Tadeusza Daniszewskiego, habilitacja na UW 1983. Zatrudniony w Instytucie Historycznym UW jako adiunkt od 1957, docent od 1983. Emerytura 1986.
W 1949 aspirant w Instytucie Kształcenia Kadr Naukowych przy KC PZPR, pracownik Katedry Historii Polski w Instytucie Kształcenia Kadr Naukowych/Instytucie Nauk Społecznych przy KC PZPR, adiunkt przy Katedrze Historii Polski INS przy KC PZPR od 1956. Pracował też w Zakładzie Historii Partii. Autor haseł w Polskim Słowniku Biograficznym i Słowniku biograficznym działaczy polskiego ruchu robotniczego.
W 1955 otrzymał Medal 10-lecia Polski Ludowej.
Pochowany na cmentarzu Powązki Wojskowe w Warszawie (kwatera A26-tuje-24).

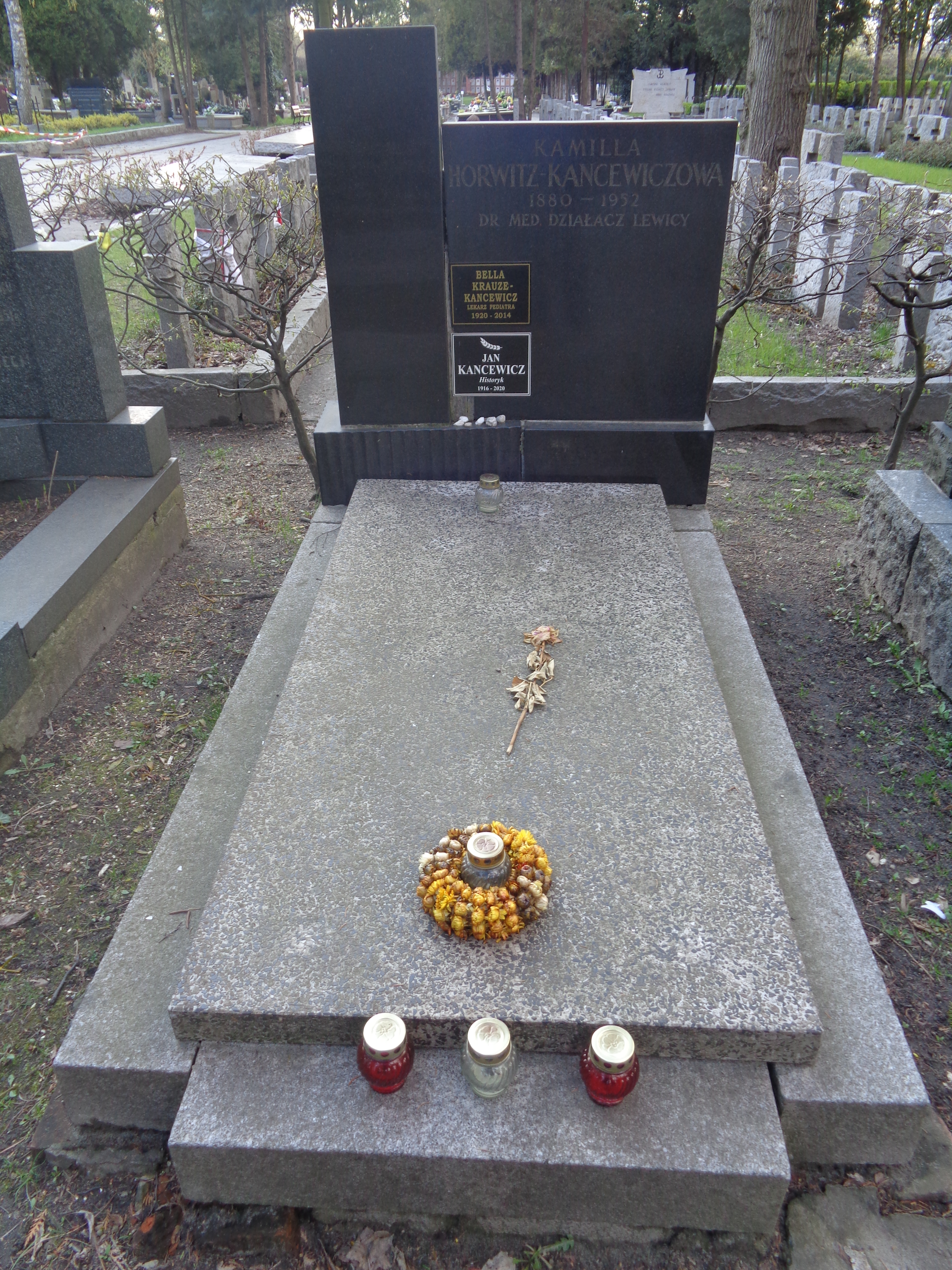
nagrobek Jana Kancewicza na Cmentarzu Wojskowym na Powązkach

## Wybrane publikacje
- SDKPiL – rewolucyjna partia polskiego proletariatu i jej walka przeciwko oportunizmowi i nacjonalizmowi PPS : (stenogram wykładu), Warszawa: „Książka i Wiedza” 1955.
- Powstanie Socjaldemokracji Królestwa Polskiego i Litwy jako rewolucyjnej partii proletariatu polskiego Kongresówki na tle rozłamu w polskim ruchu robotniczym: utworzenie PPS, Warszawa: Wyższa Szkoła Nauk Społecznych przy KC PZPR 1959.
- Rozłam w polskim ruchu robotniczym na początku lat dziewięćdziesiątych XIX w.,  Warszawa: „Książka i Wiedza” 1961.
- (wstęp i redakcja) Henryk Walecki (Maksymilian Henryk Horwitz), Wybór pism, t. 1: 1905–1918, oprac. J. Kancewicz, Janina Kasprzakowa, Warszawa: „Książka i Wiedza” 1967.
- Polska Partia Socjalistyczna w pierwszym okresie jej rozwoju, Białystok: Dział Wydawnictw Filii UW 1982.
- Polska Partia Socjalistyczna w latach 1892–1896, Warszawa: Państwowe Wydawnictwo Naukowe 1984.
- (redakcja) Oblicza Lewicy. Losy idei i ludzi, red. J. Itrich, J. Kancewicz, Irena Koberdowa, Warszawa 1992.